# Min farmors hus
Min farmors hus er en dansk filmatisering fra 1984 af Soyas roman af samme navn fra 1943. Filmen, der er trofast overfor sit forlæg, fortæller om Søren, kaldet Sørmand, der sættes i pleje hos sin noget skrappe og dominerende farmor. Det passer ikke farmoren, at Sørmand kommer godt ud af det med hendes unge overbo. Frode Højer Pedersen instruerede og skrev manuskriptet sammen med Søren Kragh-Jacobsen.
Blandt de medvirkende kan nævnes:
- Bodil Udsen
- Søren Spanning
- Kirsten Olesen
- Tammi Øst
- Vera Gebuhr
- Erno Müller
- Birgitte Federspiel
- Karen Marie Løwert
- Olaf Ussing
- Ole Ernst